# Trybunał inkwizycji w Conegliano
Trybunał inkwizycji w Conegliano – sąd inkwizycyjny dla diecezji Ceneda, mający swą siedzibę w Conegliano w Republice Weneckiej. Istniał w latach 1561–1806 i był częścią struktur inkwizycji rzymskiej.

## Historia
Diecezja Ceneda w średniowieczu podlegała franciszkańskim inkwizytorom Marchii Trewizańskiej. Konwent franciszkański w leżącej na jej obszarze miejscowości Conegliano był siedzibą jednego z głównych wikariatów inkwizycyjnych na terenie tej prowincji inkwizytorskiej, która w XV wieku niemal w całości znalazła się w granicach Republiki Weneckiej.
Odrębny trybunał dla diecezji Ceneda powstał dopiero w roku 1561, a więc w okresie reformacji. Pierwszym inkwizytorem Cenedy był prawdopodobnie dominikanin Marco Bassani. Po nim nastąpili kolejno franciszkanin Daniele Sbarrato i dominikanin Eusebio Silvani, aż w końcu, w 1584 trybunał ten na stałe przeszedł w ręce franciszkanów konwentualnych.
Najbardziej znanym epizodem z dziejów inkwizycji w Conegliano jest proces o herezję przeciwko artyście Riccardo Perucolo w latach 1567–1568, zakończony jego skazaniem na śmierć i spaleniem. Wyrok na niego wydał franciszkański inkwizytor Daniele Sbarrato.
Pod koniec XVIII wieku działalność inkwizycji niemal zamarła. W 1795 trybunał w Conegliano odnotował zaledwie cztery denuncjacje (w tym jedną autodenuncjację), z których żadna nie stała się podstawą do wszczęcia procesu.
W wyniku inwazji rewolucyjnej Francji na północne Włochy oraz wspieranych przez nią rewolt w 1797 Republika Wenecka przestała istnieć, a po pokoju w Campo Formio (17 października 1797) jej terytorium podzielony między profrancuską Republikę Cisalpińską a Austrię. Conegliano znalazło się po stronie austriackiej, która w przeciwieństwie do republikanów tolerowała obecność trybunałów inkwizycyjnych. Mimo to, działalność trybunału w Conegliano nie trwała już długo. W 1801 zmarł inkwizytor Francesco Mimiola i nie ma danych o mianowaniu jego następcy, a w 1805 Conegliano zostało zajęte przez Francuzów i włączone do utworzonego przez nich Królestwa Włoch. Dekretem z dnia 28 lipca 1806 Napoleon I Bonaparte rozwiązał franciszkański konwent w Conegliano, kładąc tym samym kres dziejom miejscowego trybunału inkwizycyjnego.

## Organizacja
Siedziba trybunału od 1584 znajdowała się we franciszkańskim konwencie S. Francesco w Conegliano. Trybunał ten był jednym z najmniejszych i najsłabiej uposażonych trybunałów inkwizycji rzymskiej. Podlegała mu jedynie niewielka obszarowo i ludnościowo diecezja Ceneda. Inkwizytor, tytułowany zazwyczaj jako „inkwizytor generalny diecezji Ceneda”, miał tylko trzech zastępców (wikariuszy) i nie podlegały mu żadne wikariaty rejonowe.

## Archiwum
Oryginalne archiwum trybunału w Conegliano nie zachowało się. Jednakże w archiwum diecezjalnym w Vittorio Veneto przechowywane są akta dziewięciu procesów inkwizycyjnych prowadzonych przez ten trybunał. Jeden z nich miał miejsce w 1596, a pozostałe w pierwszej połowie XVIII wieku. Z korespondencji inkwizytora Francesco Mimioli z rzymską Kongregacją Świętego Oficjum w Rzymie wynika, że w 1795 inkwizytor ten rozgrzeszył jedną osobę, która sama zgłosiła się, by przyznać się do poglądów heretyckich, a nadto zarejestrował trzy denuncjacje, ale nie wszczął na ich podstawie procesów. Jedyną udokumentowaną egzekucją, jaka odbyła się w Conegliano z wyroku tutejszego trybunału, była egzekucja Riccardo Perucolo 22 lutego 1568.

## Inkwizytorzy Conegliano (1561–1806)
Lista inkwizytorów Conegliano została sporządzona w 1710 przez franciszkańskiego historyka Ribettiego. Z oczywistych względów, ostatnim inkwizytorem na tej liście jest mianowany w 1706 Giovanni Pellegrino Galassi da Bologna. Z pomocą innych źródeł da się tę listę uzupełnić aż do początku XIX wieku, jednak nie zawsze z precyzyjnymi datami.
- Marco Bassani da Verona OP (1561–?)[8]
- Daniele Sbarrato OFMConv (1565?–1574)[9]
- Eusebio Silvani OP (1574–1584)[8]
- Bonaventura Manento da Gabbiano OFMConv (1584–1609)[8]
- Agostino Oddi da Fossombrone OFMConv (1609–1620)[8]
- Giovanni Battista Chiodini da Monte Mellone OFMConv (1620–1621)[8]
- Niccolò Picinini d'Apiro OFMConv (1621–1638)[8]
- Ambrogio Romani da Mondaino OFMConv (1638–1661)[8]
- Carlo Antonio Bellagranda da Ferrara OFMConv (1661–1663)[8]
- Francesco Colli da Bologna OFMConv (1663–1671)[8]
- Francesco Cincignano da Viterbo OFMConv (1671–1677)[8]
- Domenico Mengacci da Bagnocavallo OFMConv (1677–1679)[8]
- Giovanni Paolo Giulianetti da Firenze OFMConv (1679–1692)[8]
- Francesco Maria Lucedi da Montalto OFMConv (1692–1702)[8]
- Giovanni Antonio Angeli da Bologna OFMConv (1702–1704)[8]
- Lucio Agostino Cecchini da Bologna OFMConv (1704–1705)[8]
- Giovanni Pellegrino Galassi da Bologna OFMConv (1706-1724)[8]
- Antonio Maria Piazzola da Venezia OFMConv (1725–1727)[10]
- Costantino Passaglia di Rimini OFMConv (1727–1732)[11]
- Francesco Tunnini OFMConv (1733–1738)[12]
- Francesco Antonio Mantoa da Vicenza OFMConv (1738–1739)[13]
- Giovanni Battista Rossi OFMConv (1739–1749)[14]
- Stefano Giacomazzi OFMConv (1749–1775)[15]
- Francesco Ponte da Polcenigo OFMConv (1775–1788)[16]
- Francesco Antonio Mimiola OFMConv (1788–1801)[17]
- Wakat [?] (1801–1806)